# Super Tofu Boy
Super Tofu Boy è un videogame freeware indie pubblicato nel 2010 dalla PETA con il nome Team Tofu (per parodiare il Team Meat). È stato creato per supportare l'essere vegani ed è una parodia del videogioco Super Meat Boy. Per questo, è stato oggetto di critica tra i creatori del videogioco e la PETA, che ha inserito i personaggi originali rendendoli più cattivi e mostrando il "lato oscuro" di Meat Boy, diventato spietato e malvagio.
La meccanica del gioco e il logo sono identici alla sua controparte se non per il fatto che il protagonista sia Tofu Boy e che Meat Boy sia l'antagonista. Per rispondere alla creazione di Super Tofu Boy, viene nello stesso mese della sua uscita aggiunto Tofu Boy come personaggio giocabile in Super Meat Boy. Nel gioco in questione è però molto debole e lento, proprio per renderlo ridicolo.
All'interno dei livelli del gioco e nei dialoghi tra i personaggi vengono usate frasi di propaganda al fine di spingere le persone a diventare vegane.

## Trama
La trama viene spiegata con delle animazioni all'inizio ed alla fine del gioco.
Meat Boy, un malvagio e sanguinoso cubetto di carne, rapisce Bandage Girl, una ragazza fatta di cerotti e la fidanzata di Tofu Boy, un eroe di tofu, che decide di avventurarsi per salvare la sua amata e sconfiggere il suo rapitore.

## Personaggi
- Tofu Boy: un eroe fatto di tofu che si getta all'avventura per salvare la sua fidanzata Bandage Girl dall'oscuro Meat Boy, che l'ha rapita[7].
- Bandage Girl: una ragazza fatta di cerotti e fidanzata di Tofu Boy. Viene rapita da Meat Boy, che in seguito viene sconfitto dall'eroe di tofu[7].
- Meat Boy: un cubetto di carne malvagio e crudele che rapisce Bandage Girl e si schiera con Dr. Fetus. Viene sconfitto da Tofu Boy alla fine del gioco[7].
- Dr. Fetus: uno scienziato robot in parte feto che si schiera con Meat Boy. Viene sconfitto da Tofu Boy alla fine del gioco[7].

## Mondi e livelli
Il videogioco presenta dieci livelli di estrema difficoltà a loro volta suddivisi in tre mondi di altrettanti livelli ciascuno: 
1. The Slaughter House
2. Golden Arches
3. The Bacon Factory

È inoltre presente un livello bonus sbloccabile se completati tutti i livelli.